# Список фільмів про Євромайдан
Список фільмів про Євромайдан об'єднує художні та документальні фільми, присвячені Євромайдану.
| Назва                                   | Мова                                         | Жанр             | Режисер | Рік        | Країна                        |
| --------------------------------------- | -------------------------------------------- | ---------------- | --- | ---------- | ----------------------------- |
| «Музей „Революція“»                     | українська/ російська                        | документалістика | Наталья Бабинцева | 2015       | Україна, Росія                |
| «Зима у вогні»                          | українська / англійська / російська          | документалістика | Євген Афінєєвський | 2015       | Україна, США, Велика Британія |
| «Все палає»                             | українська                                   | документалістика | Олександр Течинський, Олексій Солодунов, Дмитро Стойков | 2014       | Україна                       |
| «Євромайдан. Чорновий монтаж»           | українська                                   | документалістика | Роман Бондарчук | 2014       | Україна                       |
| «Чорний зошит Майдану»                  | українська / російська                       | документалістика | Анастасія Лисенко, Ася Хмельова, Юра Катинський, Анна Гольцберг, Анна Корж, Антон Сьомін, Анна Лисун, Вікторія Жукова, Олена Косінова, Анастасія Крисько, Владислав Рогалевский, Анна Борисова, Аліна Чернобай. | 2014       | Україна                       |
| «Зима, що нас змінила» (цикл 7 фільмів) | українська / російська / суржик / англійська | документалістика | Володимир Тихий | 2013, 2014 | Україна                       |
| «Майдан»                                | українська / суржик                          | документалістика | Сергій Лозниця | 2014       | Україна                       |
| «Правда Майдану»                        | українська / англійська                      | документалістика | Андрій Солоневич, Дмитро Ломачук | 2014       | Україна                       |
| «Молитва за Україну»                    | українська                                   | документалістика | Євген Афінієвський | 2014       | Україна                       |
| «Майдан. Мистецтво спротиву»            | українська                                   | документалістика | Антін Мухарський | 2014       | Україна                       |
| «Жіночі обличчя революції»              | Українська / російська                       | документалістика | Наталія П'ятигіна | 2014       | Україна                       |
| «Еволюція гідності»                     | Українська                                   | документалістика | Ольга Читайло, Артем Лагутенко | 2014       | Україна                       |
| «Сильніше ніж зброя»                    | українська                                   | документалістика | Юлія Гонтарук, Володимир Тихий | 2014       | Україна                       |
| «Вишня» (Cerise)                        | французька                                   | комедія          | Жером Енріко (Jérôme Enrico) | 2015       | Франція                       |
| «День жалоби»                           | українська                                   | драма            | Максим Тетерук | 2014       | Чехія                         |
| «Бойня на Майдані» (Maidan Massacre)    | англійська                                   | документалістика | Джон Бек Гофман (John Beck Hofmann) | 2014       | США                           |
| «Одного разу в Україні»                 | російська                                    | драма            | Ігор Парфьонов | 2014       | Україна                       |
| «Гвардія»                               | українська / російська                       | телесеріал       | Олексій Шапарєв | 2015       | Україна                       |
| «Скрізь Майдан»                         | українська / російська                       | документалістика | Катерина Горностай | 2015       | Україна                       |
| Україна, маски революції                | французька                                   | документалістика | Поль Морейра | 2016       | Франція                       |